# فابيوس بلانسياديس فولجينتيوس
فابيوس بلانسياديس فولجينتيوس (بالإنجليزية: Fabius Planciades Fulgentius)‏ كاتب لاتيني في أواخر العصور القديمة. تُنسب إليه أربعة أعمال موجودة بشكل عام. حظيت أساطيره بإعجاب كبير وكان لها تأثير كبير خلال معظم فترة القرون الوسطى.
لا يُعرف سوى القليل جدًا عن حياة فولجينتيوس. يشير أسلوبه في اللغة اللاتينية، ومعرفته باليونانية، إلى أنه ربما تلقى تعليمه في شمال إفريقيا. يُعتقد أن فولجينتيوس كان لديه مهنة ربما نحوي أو بلاغي (مدرس الخطابة). تم اقتراح أن فابيوس فولجينتيوس، الذي يُعتقد تقليديًا أنه كان يكتب في أواخر القرن الخامس وأوائل القرن السادس، ربما استعار سطراً من كتاب كوريبوس يوهانيس في كتابه الأساطير، مما يشير إلى أنه كان يكتب بعد 550.
عُرف عمومًا باسم عمله الرئيسي، الأساطير (لاتينية: Mitologiarum libri III) هي سلسلة من الأساطير التي يتم سردها في ثلاثة كتب. يتم تقديم كل كتاب بمقدمة خاصة به. يوجد ما مجموعه خمسون فصلاً: يشرح كل فصل أسطورة كلاسيكية ويفسر تلك الأسطورة باستخدام الرمز. تتضمن هذه التفسيرات علم أصول الكلام لأسماء شخصيات معينة، بالإضافة إلى استنتاجات تتعلق بالغرض من القصة من حيث الأخلاق. في المقدمة، يدعي فابيوس أن هدفه كان تجريد الأساطير اليونانية الكلاسيكية من جميع تفاصيلها الوهمية والتي لا معنى لها من أجل الكشف عن الحقائق الغامضة التي تحتويها. كما يقترح دافعًا مسيحيًا، على الرغم من أنه سيكون من غير الدقيق تعريف الأساطير أو أي من أعمال فولجينتيوس الاستعاريّة على أنها «رموز مسيحية».